# 원남초등학교 (경북)
원남초등학교는 대한민국 경상북도 구미시에 있는 초등학교다.

## 학교 연혁
- 1999.01.13 원남초등학교 설립인가
- 2000.09.01 초대 손수창 교장 취임
- 2000.09.01 금오초등학교에서 분리개교(22학급, 881명)
- 2000.10.13 신축교사 준공(교실 : 32, 특별실 : 22, 관리실 : 5)
- 2001.02.15 학내전산망 구축 완공
- 2001.03.04 병설유치원 개원(1학급, 35명)
- 2010.03.01 경상북도교육청 지정 연구시범학교(YP영역)
- 2012.03.01 특수학급 개설(1학급)
- 2013.03.01 병설유치원 1학급 증설(2학급 남 30명, 여 19명, 계 49명)
- 2014.03.01 병설유치원 1학급 증설(3학급, 남 35명, 여 30명, 계 65명)
- 2014.03.01 초등학교 30(1)학급 편성(남 375명, 여 419명, 계 794명)
- 2015.02.13 제15회 졸업(남 64명, 여 53명, 계 117명, 총 졸업생 2,116명)
- 2015.03.01 제7대 김경훈 교장 부임